# All I Want for Christmas Is You
"All I Want for Christmas Is You" je božična skladba ameriške pevke Mariah Carey. Napisala in sproducirala sta jo skupaj z Walter Afanasieffom, kot prvi single z njenega četrtega studijskega albuma Merry Christmas, pa je bila 29. oktobra 1994 izdana pri založbi Columbia Records. Skladba ima hiter tempo, značilen božični zven zvončkov in močno poudarjene spremljevalne vokale. Velja za najbolje prodajano božično skladbo moderne dobe in je že postala del praznično božične popkulture. Je tudi enajsti najbolje prodajan single vseh časov s skupno 16 milijoni kopij po vsem svetu.
V letih odkar je bila skladba izdana, si je prislužila tudi priznanje s strani kritikov, ki so jo ocenili kot eno redkih in svetlih izjem v modernih glasbi, ki je doprinesla k božičnim praznikom in postala standard v mesecu decembru, z vsakim letom pa samo še pridobiva na popularnosti po vsem svetu. 
Pesem je do zdaj zasedla prvo mesto v 20 državah in sicer v Sloveniji, Avstriji, Avstraliji, Češki, Danski, Finski, Franciji, Kanadi, Latviji, Litvi, Madžarski, Nemčiji, Nizozemski, Novi Zelandiji, Norveški, Portugalski, Slovaški, Švedski, Švici in Združenih državah. Drugo mesto je zasedla na Japonskem, Nemčiji, Italiji in Veliki Britaniji; tretje mesto pa v Španiji.
Slovenska pevka Nika Zorjan je priredila skladbo in prepevala v prekmurščini.

## Lestvice

### Tedenska lestvica
| Lestvica (1994–2018)                | Top mesto |
| ----------------------------------- | --------- |
| Avstralija (ARIA)                   | 1         |
| Avstrija (Ö3 Austria Top 40)        | 1         |
| Belgija (Ultratop 50 Flanders)      | 5         |
| Češka (Singles Digitál Top 100)     | 1         |
| Kanada (Canadian Hot 100)           | 1         |
| Danska (Tracklisten)                | 1         |
| Finska (Suomen virallinen lista)    | 1         |
| Francija (SNEP)                     | 1         |
| Irska (IRMA)                        | 3         |
| Italija (FIMI)                      | 2         |
| Japonska (Oricon Singles Chart)     | 2         |
| Latvija (LAIPA)                     | 1         |
| Litva (AGATA)                       | 1         |
| Nemčija (Official Charts Germany)   | 1         |
| Madžarska (Single Top 40)           | 1         |
| Nizozemska (Single Top 100)         | 1         |
| Nova Zelandija (Recorded Music NZ)  | 1         |
| Norveška (VG-lista)                 | 1         |
| Portugalska (AFP)                   | 1         |
| Slovaška (Singles Digitál Top 100)  | 1         |
| Slovenija (SloTop50)                | 1         |
| Španija (PROMUSICAE)                | 3         |
| Švedska (Sverigetopplistan)         | 1         |
| Švica (Schweizer Hitparade)         | 1         |
| Velika Britanija (UK Singles Chart) | 2         |
| Združene države (Billboard Hot 100) | 1         |

### Slovenija
| Top uvrstitev        | 2013 | 2014 | 2015 | 2016 | 2017 | 2018 | 2019 | 2020 |
| -------------------- | ---- | ---- | ---- | ---- | ---- | ---- | ---- | ---- |
| (Pred) božični teden | 12   | 16   | 8    | 1    | 3    | 4    | 4    | 3    |

Na lestvico SloTop50 je bila uvrščena skupno za 28 tednov.